# Janis Damanakis
Janis Damanakis (gr. Γιάννης Δαμανάκης; ur. 2 października 1952), były grecki piłkarz reprezentacyjny grający na pozycji pomocnika.
Większość swojej kariery Damanakis spędził w PAOK-u Saloniki, z którym zdobył mistrzostwo Grecji w 1985 roku.
W reprezentacji Grecji rozegrał 24 spotkania i strzelił 1 bramkę. W 1980 uczestniczył z Grecją w Mistrzostwach Europy.